# Duleek
Duleek (Damhliag en irlandais) est une ville du comté de Meath en république d'Irlande.
La ville de Duleek compte 3 236 habitants.

## Historique

### Diocèse de Duleek
Malgré les décrets du Synode de Ráth Breasail en 1111 et du Synode de Kells-Melliffont en 1152 il semble que le diocèse de Duleek (irlandais: Damliacc Cianain) n'ait jamais été réellement constitué. On ne connait que trois titulaires:
- Gilla Mo Chua mac Camchuarta en 1117
- Congalach en 1127
- Aed en 1160 à qui son obituaire ne donne même par le titre d'évêque.

Duleek est absorbé des 1171/1172 par le diocèse de Clonard, devenu lui-même diocèse de Meath

## Source
- (en) T.W Moody, F.X. Martin, F.J. Byrne A New History of Ireland IX Maps, Genealogies, Lists. A companion to Irish History part II . Oxford University Press réédition 2011  (ISBN 9780199593064).